# TurboGears
TurboGears es un megaframework para desarrollo web de código abierto, escrito en Python. Fue creado en el año 2005 por Kevin Dangoor. Es un stack web completo, que abarca desde Pylons, SQLAlchemy, Genshi, Mako, Reponze y ToscaWidgets.
Está diseñado basado en la arquitectura Modelo–vista–controlador parecido a Stratus o Ruby on Rails, diseñado para generar rápidamente aplicaciones web en Python y que sean fáciles de mantener.

## Componentes de TurboGears
TurboGears se construye en la parte superior de numerosas bibliotecas dispares y Middleware. Las herramientas predeterminadas han cambiado entre la serie 1.x y 2.x, pero la mayoría de estos componentes pueden ser utilizados en cualquiera, ya que existe soporte para muchas configuraciones alternativas. Los siguientes son los componentes principales con las que un desarrollador podría interactuar.
TurboGears 2.x
- SQLAlchemy (Modelo de datos) -define la estructura de tablas de la base de datos del usuario y cómo vincularlos a los objetos de Python controlador del usuario puede interactuar.
- Genshi (Vista de datos) -define las plantillas para el código HTML o XHTML que el usuario va a generar. Aquí es donde el usuario define el front-end del usuario con el que el cliente va a interactuar.
- Pylons (Controlador) -este middleware se encarga de toda la lógica de fondo del usuario y se conecta al servidor web del usuario para ofrecer seguridad de datos en la web. Por defecto, se utiliza el servidor web Paster, pero el usuario también puede conectarse al Servidor HTTP Apache, Nginx, o cualquier otro servidor web compatible con WSGI.